# IC 935
IC 935 је појединачна звијезда у сазвјежђу Велики медвјед која се налази на листи објеката дубоког неба у Индекс каталогу.
Деклинација објекта је + 55° 36' 52" а ректасцензија 13h 44m 5,5s.